# Гаафур
Гаафур (араб. قعفور) — місто в Тунісі. Входить до складу вілаєту Сільяна. Станом на 2004 рік тут проживало 9 358 осіб.